# Rodolfo Raffino
Rodolfo “Rodo” Adelio Raffino (Salliqueló, Argentina, 29 de febrero de 1944 - 25 de mayo de 2015) fue un arqueólogo argentino radicado institucionalmente en el Museo de La Plata y en el Consejo Nacional de Investigaciones Científicas y Técnicas (CONICET), donde fue Jefe de la División Arqueología e Investigador Superior, respectivamente. Fue Profesor Titular en la Universidad Nacional de La Plata y la Universidad de Buenos Aires y miembro de la Academia Nacional de Historia. Sus temas de investigación estuvieron vinculados a la presencia incaica en los Valles Calchaquíes de la Provincia de Salta, Argentina. En las últimas décadas se dedicó al estudio del sitio arqueológico El Shincal de Quimivil en la provincia de Catamarca.

## Sus primeros pasos
Raffino comenzó a estudiar antropología en la Facultad de Ciencias Naturales y Museo de la Universidad Nacional de La Plata en 1962. Tempranamente incursionó en la docencia como ayudante en la Cátedra de Técnicas de la Investigación Arqueológica, cuyo titular era Eduardo Mario Cigliano. De la mano de Cigliano, Raffino ingresó a la División Arqueología del Museo de La Plata, con sus primeras incursiones en la arqueología del Noroeste Argentino. Se graduó como antropólogo con orientación en arqueología en 1967 y en 1969 ingresó como becario doctoral al CONICET.
En 1971 defendió la tesis "Estudio sobre los sitios de cultivo en la Quebrada del Toro y borde meridional de la puna salteña" bajo la dirección de Cigliano, y obtuvo el título de Doctor en Ciencias Naturales por la Universidad Nacional de La Plata, con recomendación de publicación por parte de los jurados -Armando Vivante, Augusto Cardich y Ana María Lorandi.

## Trayectoria en el Museo de La Plata
Raffino formó parte del equipo de investigación de Cigliano y de la División Arqueología del Museo de La Plata junto con Horacio Calandra, Susana Ringuelet, Diana Rolandi, Amanda Caggiano y Jorge Amílcar Rodríguez (de quien fuera director de tesis), entre otros. Junto con quien fuera su mentor, realizó investigaciones en el Noroeste Argentino, focalizándose en el período incaico. A la prematura muerte de Cigliano en 1977, continuó realizando estudios en la misma línea de investigación, reemplazándolo académica e institucionalmente en el Museo.  
En 1978 fue Jefe Interino de la División Arqueología del Museo. Posteriormente, sucedió en el puesto a Bernardo Dougherty, entre 1983 y 1985. Asumió nuevamente ese cargo por concurso público de antecedentes y méritos en 1991 y lo ocupó hasta su muerte en 2015. Durante su gestión, la División pasó a ser Departamento Científico de Arqueología. En lo que respecta a su rol como formador en el ámbito del Museo, solo en La Plata dirigió 17 tesis doctorales. Realizó estudios y colaboró en trabajos con gran cantidad de colegas, entre ellos María Adelia Arena, Gabriela Raviña, entre otras.
Entre 1996 y 1999 ocupó el cargo de Director del Museo de La Plata.

## Su carrera en el CONICET
Rodolfo Raffino tuvo una trayectoria de más de cuatro décadas en el CONICET. Ingresó como becario doctoral en 1969, dirigido por Eduardo Mario Cigliano. En 1973, con 29 años, ingresó a la Carrera de Investigador Científico como Investigador Adjunto.
En 1999 alcanzó el máximo grado académico en este organismo de Ciencia y Tecnología, convirtiéndose en Investigador Superior.
A lo largo de su carrera, fue miembro de comisiones evaluadoras del CONICET y otros organismos como la Comisión de Investigaciones Científicas (CIC) de la Provincia de Buenos Aires.

## Docencia
Siendo aún estudiante, fue Auxiliar Docente de la Cátedra de Técnicas en la Investigación Arqueológica de la Facultad de Ciencias Naturales y Museo, donde llegó a ser Jefe de Trabajos Prácticos desde 1973. Con su incorporación en este último cargo, Raffino introdujo en el programa temáticas y bibliografía vinculadas con la ecología humana, la nueva arqueología, los conceptos de área ecológica y cultural y su relación con el registro arqueológico. En la misma institución, creó en 1977 la asignatura Sistemas de Subsistencia Pre-europeos en el Nuevo Mundo, de la cual fue profesor hasta 1999.
En 1977, con el fallecimiento de Marcelo Bórmida, Raffino se convirtió en Profesor Asociado de la Cátedra de Arqueología Americana y Argentina II de la Facultad de Filosofía y Letras de la Universidad de Buenos Aires, cargo que desempeñó hasta 1985, cuando pasó a ser Profesor Titular de la asignatura.
En 1988 ganó por concurso el cargo de Profesor Titular de la Cátedra de Arqueología Argentina de la Facultad de Ciencias Naturales y Museo de la Universidad Nacional de La Plata, puesto que desempeñó hasta el momento de su muerte en 2015.